# Гамільтон Тайгерс
Гамільтон Тайгерс (англ. Hamilton Tigers, укр. Тигра Гамільтона) — колишній професіональний чоловічий хокейний клуб міста Гамільтон, провінція Онтаріо, Канада. Виступав у Національній хокейній лізі протягом сезонів 1920 — 1925. Наступники клубу Квебек Бульдогс.

## Відомі гравці
- Ред Грін
- Карсон Купер
- Берт Корбо